# Engelberg
Engelberg é uma comuna da Suíça, no Cantão Obwalden, com cerca de 3.510 habitantes, dos quais aprox. 600 são estrangeiros (2000). A comuna é um enclave nos cantões de Nidwalden, Uri e Berna. Estende-se por uma área de 74,8 km², de densidade populacional de 47 hab/km². Confina com as seguintes comunas: Attinghausen (UR), Gadmen (BE), Innertkirchen (BE), Isenthal (UR), Wassen (UR), Wolfenschiessen (NW).
A língua oficial nesta comuna é o Alemão.

## Dados
- Latitude: 46° 49' N
- Longitude: 8° 24' E
- Altitude: 1015 m
- Superfície: 40,75 km²
- Língua: alemão

## Monumentos
- O castelo de Grafenort